# Apanteles opacus
Apanteles opacus är en stekelart som först beskrevs av William Harris Ashmead 1905.  Apanteles opacus ingår i släktet Apanteles och familjen bracksteklar. Inga underarter finns listade i Catalogue of Life.